# Helen Rollason
Helen Frances Rollason, född Grindley 11 mars 1956, död 9 augusti 1999, var en brittisk sportjournalist programledare. 